# تقييم الكفاءة اللغوية

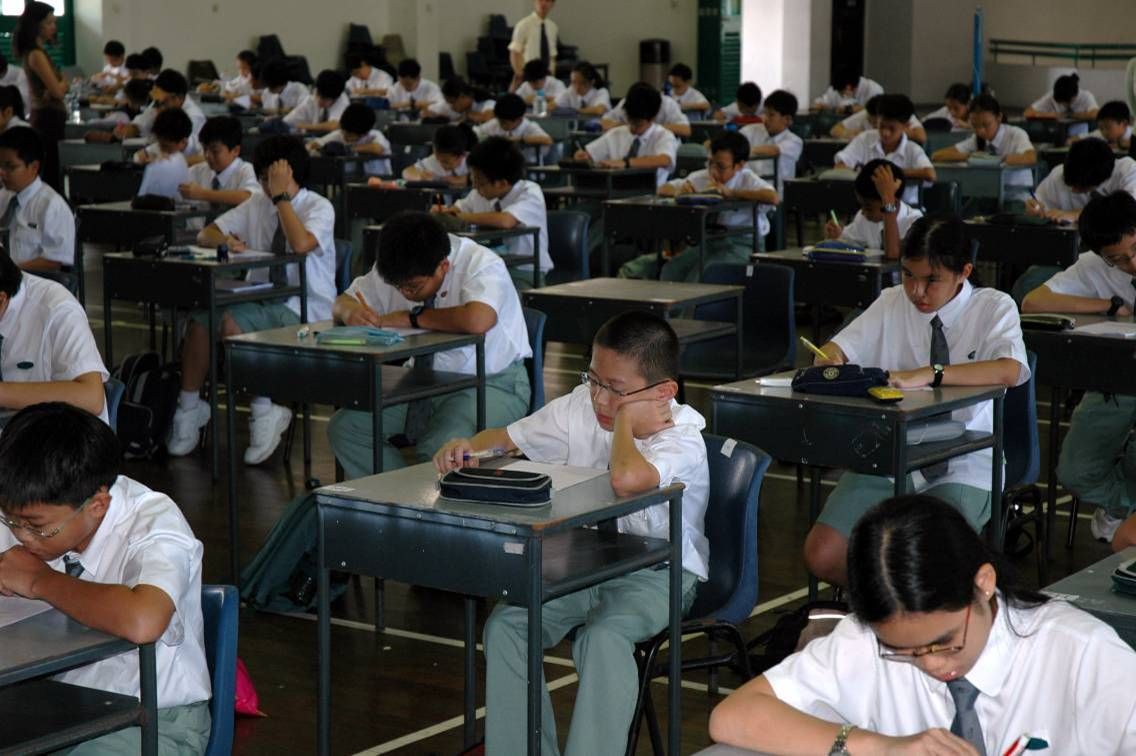

يعد تقييم الكفاءة اللغوية وسيلة قيمة للمعلمين والتي تسهم أيما إسهام في تحديد قدرة الطلبة بطريقة أو بأخرى إلى جانب الاختبار الموحد في علم اللغويات التطبيقية وعلم النفس التربوي .
و يتكون هذا التقييم في الغالب من شقين إحداهما تقييم مجموعة الأداء من الطلبة وثانيهما اختبار اللغة مما يشمل مقابلات الطلاب وقوائم المراجعة على سبيل المثال، يقيم الطلبة أو التربويون من 1 إلى 5 ،مدى قدرتهم على القيام بمثل هذه المهام مثل تقديم عائلة واحدة).
وتستخدم العديد من الحكومات من قارة أوروبا بشكل عام ودولة كندا بشكل خاص تقييم الكفاءة لتقييم قدرات الموظفين العموميين والتي تعرف بالقدرات ثنائية اللغة للموظفين العموميين إلا أنها بدأت في الآونة الأخيرة في تلقي اهتمام بالغ من الولايات المتحدة الأمريكية إذ هيمنت شركات الاختبار الكبيرة على تقييم اللغة من خلال اختبارات الأداء المربحة ماليًا مثل اختباري TOEFL و MCAT واختبارات SAT ويجدر القول بأن الكفاءة يمكن أن تكون تقييمًا لتغطية الشؤون المدنية في علم النفس على سبيل المثال : تحصيل الكفاءة للتعامل مع الشؤون المالية الشخصية وللتعامل مع الشؤون الشخصية (مثل توثيق العقود).